# Andrés de Santa Cruz

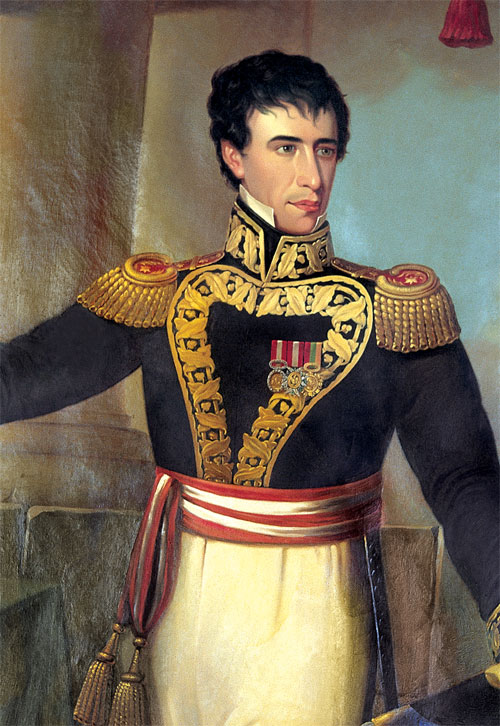
Andrés de Santa Cruz im Jahr 1836

Andrés de Santa Cruz (* 5. Dezember 1792 in La Paz, Río de la Plata; † 25. September 1865 in Saint-Nazaire, Frankreich) war ein bolivianischer General und vom 28. Januar 1827 bis zum 9. Juni 1827 Präsident von Peru sowie vom 24. Mai 1829 bis zum 17. Februar 1839 Präsident von Bolivien, wo er nach dem Verzicht von Antonio José de Sucre gewählt wurde.

## Leben
Andrés de Santa Cruz wurde in La Paz (damals Hoch-Peru, später Bolivien) als Sohn des peruanischen Kreolen Josep de Santa Cruz y Villavicencio und der bolivianischen Mara Basilia Calahumana geboren. Er studierte am Colegio San Bernardo in Cuzco, das er 1820 verließ, um nach Lima zu gehen.

### Militärische Karriere
In den ersten Jahren seiner jungen militärischen Karriere diente er in der spanischen Armee. Er war im Vizekönigtum Peru stationiert, einem der am stärksten befestigten Stützpunkte Spaniens in Südamerika und kämpfte unter anderem in der Schlacht von Tarija.. Vizekönig Joaquín de la Pezuela beförderte ihn zum Kommandeur der Südküste und zum Militärkommandeur von Port Chorrillos.
Im Januar 1821 wechselte er die Seiten und meldete sich freiwillig in die Unabhängigkeitsarmee von José de San Martín. Hier zeichnete er sich mehrfach aus und stieg zum General, Großmarschall und Generalstabschef auf.

### Präsident von Peru, von Bolivien und der Peruanisch-Bolivianischen Konföderation
Nach einem kurzen Intermezzo als peruanischer Präsident wurde er 1829 zum bolivianischen Präsidenten gewählt. Die Präsidentschaft von Andrés de Santa Cruz gehört zu den stabilsten und erfolgreichsten der bolivianischen Geschichte. Bolivien war zu diesem Zeitpunkt mit seinen fortschrittlichen Reformen ein Vorbild für viele lateinamerikanische Staaten.
Im Jahre 1835 rief ihn der peruanische Präsident Luis José de Orbegoso zu Hilfe, gegen den General Felipe Santiago de Salaverry geputscht hatte. Die Truppen von Santa Cruz besiegten die Truppen von Salaverry am 7. Februar 1836 in der Schlacht von Socabaya. Anschließend vereinigte Andrés de Santa Cruz Peru und Bolivien zur Peruanisch-Bolivianischen Konföderation. Die Nachbarländer Chile und Argentinien jedoch sahen in der Vereinigung eine macht- und handelspolitische Bedrohung und erklärten ihr den Krieg. Während der Deutsche und enge Mitstreiter von Santa Cruz, Otto Philipp Braun, eine argentinische Invasion abwehren konnte, unterlag Andrés de Santa Cruz in Peru einer chilenischen Expeditionsarmee. Die Konföderation zerfiel. Andrés de Santa Cruz musste nach Ecuador fliehen.
Mit fast 10 Jahren Amtszeit gilt Santa Cruz als der am längsten ohne Unterbrechung amtierende Präsident Boliviens, ein Titel, der ihm erst im 21. Jahrhundert vom 2006 bis 2019 regierenden Evo Morales streitig gemacht wurde.